# Joseph Mangold
Joseph Mangold (* 2. März 1716 in Rehling; † 10. Mai 1787 in Augsburg) war ein deutscher römisch-katholischer Theologe und Philosoph.

## Leben
Mangold, Sohn des Bauers Johann Jakob Mangold, soll das Jesuitengymnasium Ellwangen absolviert haben. Nachdem er 1733 in den Jesuitenorden aufgenommen worden war, durchlief er die ordenstypische Ausbildung, unter anderem mit dem Noviziat am Jesuitenkolleg Landsberg, und studierte an der Universität Ingolstadt. 1747 kam er als Professor der Philosophie an das Lyzeum Amberg.
Mangold wurde 1747 Lehrstuhlinhaber der Philosophie an der Universität Ingolstadt. 1756 wechselte er an die Theologische Fakultät als Professor der Dogmatik. 1763 bekam er einen Lehrstuhl der Theologie an der Universität Dillingen. In der Zeit von 1766 bis 1769 war er Rektor sowohl der Universität als auch des Jesuitenkollegs St. Hieronymi. 1770 wurde er Rektor des Kolleg St. Salvator in Augsburg. Auch nach Auflösung des Jesuitenordens 1773 bestand das Kolleg weiter und er blieb bis zu seinem Tod dessen Rektor. Nach seinem Tod übernahm sein Bruder Maximus Mangold das Amt des Rektors.

## Werke (Auswahl)
- Systema Luminis Et Colorum Novam De Refractione Theoriam Complectens Cum Praevia Dissertatione De Sono, Schleig, Ingolstadt 1753. (Digitalisat)
- Philosophia Rationalis Et Experimentalis, 3 Bände, Crätz & Summer, Ingolstadt/München/Augsburg 1755–1756. (Digitalisat Band 1, Band 2, Band 3)